# Nam Cường, Nam Trực
Nam Cường là xã thuộc huyện Nam Trực, tỉnh Nam Định, Việt Nam.

## Địa giới hành chính
- Phía bắc giáp các xã Nam Điền, Hồng Quang.
- Phía đông giáp xã Hồng Quang và Nam Hùng.
- Phía nam giáp xã Nam Hùng, thị trấn Nam Giang.
- Phía tây giáp xã Nghĩa An, thị trấn Nam Giang.[4]

## Hành chính
Xã gồm 8 thôn: thôn Trai, thôn Bơ-Cầu, thôn Phan Trù Nguyễn, thôn Đoài - Hậu, thôn Đông - Trung, 
thôn Thanh Khê, thôn Ngưu Trì và thôn Thượng được hình thành trên địa bàn của 4 thôn, làng cổ là Gia Hòa, Thanh Khê, Ngưu Trì và thôn Thượng

## Giao thông
Xã có tỉnh lộ 490C, quốc lộ 21B (ĐT488 cũ), huyện lộ Thanh Khê chạy qua.

## Văn hóa
Nam Cường có trên 30 di tích Đình, Đền, Chùa, Từ đường, Động, Phủ, Nhà thờ Thiên chúa giáo trong đó có 6 di tích được xếp cấp tỉnh là: đình Tứ Giáp, đền Bơ, đền - chùa - động - phủ Thanh Khê, từ đường họ Nguyễn Đình, từ đường họ Vũ Đình, từ đường họ Phạm (thôn Ngưu Trì). Cùng với các Di tích lịch sử văn hóa là các lễ hội truyền thống với các nghi thức tế lễ, các trò chơi dân gian mang đậm bản sắc dân tộc tiêu biểu như: lễ hội làng Thanh Khê, lễ hội đình Tứ Giáp.
Về tôn giáo, có 2 tôn giáo là Phật Giáo và Thiên chúa giáo, tỷ lệ dân số theo đạo Thiên chúa giáo chiếm khoảng 15,6% dân số toàn xã, tập trung ở thôn Trai, thôn Phan Trù Nguyễn, thôn Đông - Trung, thôn Ngưu Trì và thôn Thượng.